# SEAD Salzburg Experimental Academy of Dance

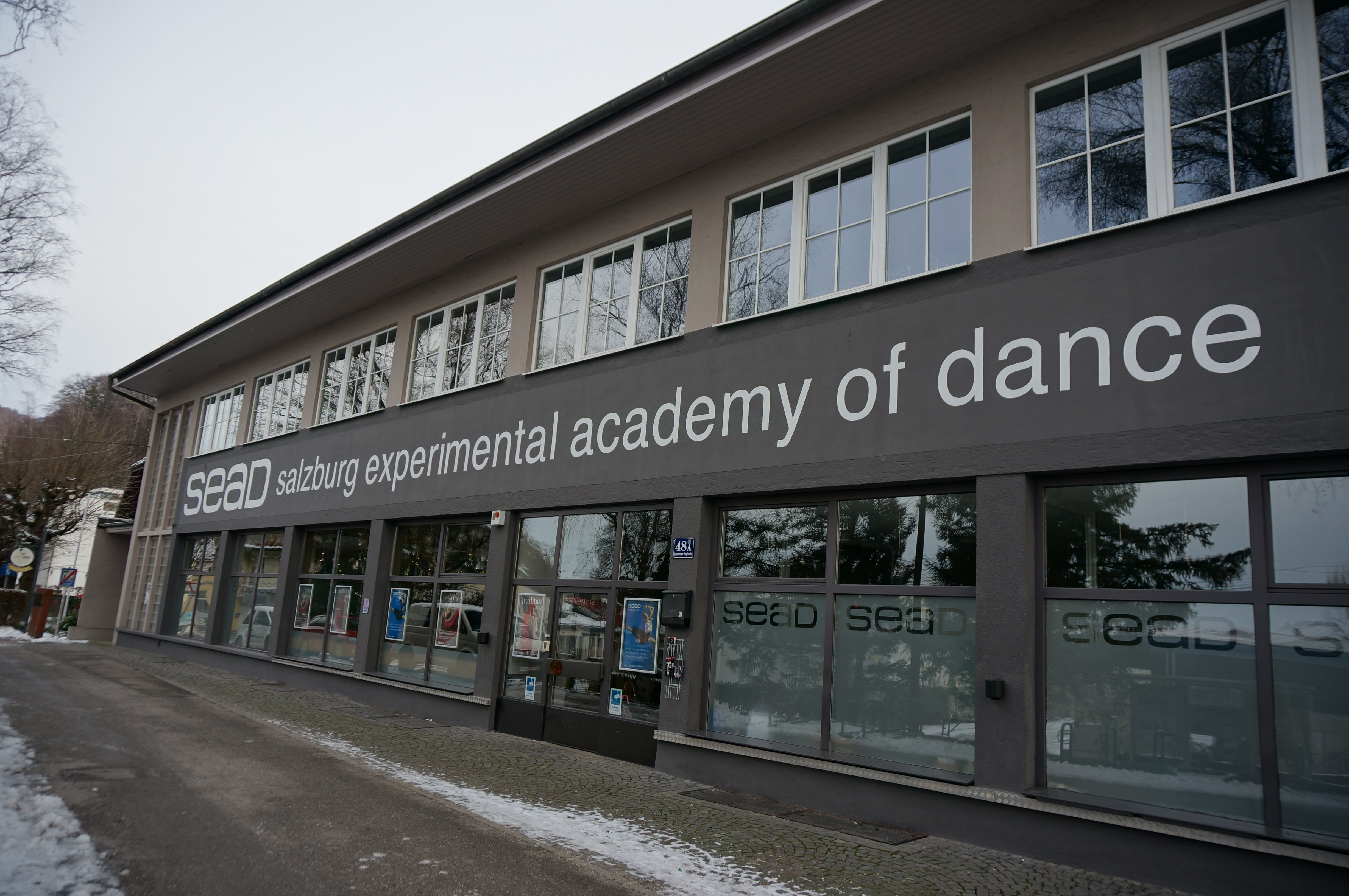
SEAD Salzburg Experimental Academy of Dance (2025)

SEAD Salzburg Experimental Academy of Dance ist eine von Susan Quinn im Jahr 1993 gegründete Akademie für zeitgenössischen Tanz und Performance in Salzburg.

## Offenes Tanzzentrum
SEAD ist eine Akademie für zeitgenössische Tänzer und Choreografen. Gekoppelt an den professionellen Ausbildungsbetrieb ist SEAD auch Produktions- und Veranstaltungsort für zeitgenössischen Tanz sowie ein lebendiges Tanzzentrum mit offenen Kursen für Erwachsene, Jugendliche und Kinder. Die Ausbildung und Förderung junger Künstler sowie die künstlerisch-tänzerische Kinder- und Erwachsenenbildung stehen im Vordergrund der Aktivitäten von SEAD.

## Akademie
SEAD hat sich als bedeutendes europäisches Ausbildungszentrum für zeitgenössischen Tanz etabliert. Jährlich bewerben sich mehrere hundert Tänzer bei den weltweiten Auditions in Europa, Asien, Südamerika und den USA. Rund 100 Studierende aus mehr als 30 Nationen besuchen die unterschiedlichen Ausbildungsprogramme der Akademie. Es gibt ein vierjähriges Undergraduate-Programm sowie zwei Postgraduate-Programme für professionelle Tänzer (Company BODHI PROJECT) und Choreografen (I.C.E. International Choreographic Exchange). Als zusätzliche Ausbildungsformate für professionelle Tänzer gibt es unter anderem die Trainingsreihe-Reihe MoveMentors (seit 2011).
Die internationale Faculty des SEAD setzt sich zum Großteil aus wechselnden Dozenten, Choreografen, Tänzern und Pädagogen zusammen.
SEAD unterhält mehrere Kooperationen mit internationalen Universitäten, darunter seit 1998 ein Austauschprogramm mit dem Dance Department / NYU Tisch School of the Arts (New York, USA).
Auf Initiative von SEAD gibt es das internationale Tanz-Austauschprojekt „Hidden States“, das Tänzer, Choreografen, Dozenten und Tanzinstitutionen in Salzburg und Israel zusammenbringt und Gastspiele ermöglicht.

## Produktions- und Veranstaltungsort
Im Rahmen des professionellen Ausbildungsbetriebes entstehen am SEAD zahlreiche Tanzstücke, die dem Publikum regelmäßig in öffentlichen Showings und Festivals präsentiert werden. Jährliche Formate sind New Faces New Dances (seit 2003 mit Szene Salzburg), Xchange Festival (seit 2014 mit Szene Salzburg), Symphonic Dance (seit 1995), Lust am Risiko (seit 1997), X-Mas (seit 1998), because the night (seit 2013 mit ARGEkultur) sowie to spring und Check one two (seit 2013). Mehrmals pro Jahr finden seit 2002 zudem die Friday Showings statt.
SEAD organisiert pro Jahr rund 30 Veranstaltungen in der Stadt und weitere 20 Gastspiele im In- und Ausland. Als Spielstätten dienen einerseits das SEAD / Josef Eckart Theatre und the R.A.T. – Research Art Tryst im SEAD sowie andere Bühnen in der Stadt, darunter republic/SZENE Salzburg, ARGEkultur, Museum der Moderne Salzburg.

## Kursprogramm
SEAD ist ein  Tanz- und Kulturzentrum mit wöchentlichen Tanzkursen für Erwachsene, Jugendliche und Kinder. Die drei Programme kids, teens und adults haben jährlich über 1000 Teilnehmer. Unterrichtet wird u. a. Ballet, Modern, Contemporary, Hip Hop, Breakdance, MTV Dance, Yoga, Pilates, Salsa, Afro-Fusion, Acrobatics. Seit 2011 gibt es für Jugendliche mit d.company! eine eigene Tanzcompany. Die jährlichen Abschlussvorstellungen mit rund 400 Kindern und Jugendlichen findet seit 2002 im Odeion statt.
Professionelle Trainings in Pilates (BASI®) und Yoga können am SEAD  regelmäßig absolviert werden.

## I.C.E. International Choreographic Exchange
I.C.E. ist ein Postgraduate-Program für professionelle Nachwuchs-Choreografen, die während dieses Jahres in einem strukturierteren, künstlerischen Umfeld unabhängig arbeiten können. Künstlerische Impulse für die Weiterentwicklung ihrer Arbeit erhalten sie am SEAD u. a. durch die Zusammenarbeit mit Tanz-Studierenden und der internationalen Faculty. Dazu gibt es Probenräume und Aufführungsmöglichkeiten für ihre Stücke.

## Company BODHI PROJECT
SEAD ist „Home-base“ und Produktionsort der zeitgenössischen Tanzcompany BODHI PROJECT. Dieses Postgraduate-Program für junge Tänzer wurde 2008 von Susan Quinn gegründet, um Nachwuchs-Tänzer als Brücke hin zu einer professionellen Tanzkarriere zu dienen. BODHI PROJECT ist als eigenständiges „Professional Company Year“ in das Akademie-System von SEAD integriert. Auf Einladung der künstlerischen Leiterin Susan Quinn kommen Choreografen und Tänzer in Salzburg zusammen, um neue Stücke zu erarbeiten. Die Werke werden in Salzburg uraufgeführt und werden dann im Rahmen der internationalen Touring-Aktivität präsentiert.
BODHI PROJECT kann zudem als eine Plattform für junge zeitgenössische Choreografie betrachtet werden. Seit Gründung der Company haben unterschiedliche Choreografen mit BODHI PROJECT gearbeitet und 36 Uraufführungs-Werke kreiert. Es gab fast 200 Auftritte bei europäischen Festivals und Theatern in Belgien, Deutschland, England, Finnland, Frankreich, Italien, Kroatien, Niederlande, Österreich, Polen, Serbien, Schweden, Schweiz, Slowenien, Spanien, Tschechien und Ungarn. Seit 2016 tourt BODHI PROJECT erstmals außerhalb von Europa zu Festivals in den USA, Südafrika und Israel.

## Geschichte
Im Jahr 1993 wurde das erste Studio der SEAD Salzburg Experimental Academy of Dance am Waagplatz eröffnet. Kurz darauf wurde ein Kurs für die Salzburger Tanz-Community ins Leben gerufen. Bereits 1994 erfolgte die Übersiedlung nach Elsbethen, und im Frühjahr desselben Jahres fand die erste SEAD-Audition in Salzburg statt, bei der 20 Bewerberinnen und Bewerber teilnahmen. In der Saison 1994/95 begannen neun Studierende das erste Tanzstudium an der SEAD.
Ab 1995 wurden die ersten Auditions in Europa durchgeführt, darunter in Städten wie Paris, London, Berlin, Brüssel und Wien. Im Jahr 2000 zog die SEAD an einen neuen Standort in der Schallmooser Hauptstraße, in eine ehemalige Holzlagerstätte, die mit sechs Studios ausgestattet wurde. Bereits 2001 fanden die ersten Auditions in Brasilien und den USA statt, und in derselben Zeit erhielt die SEAD vom Bundeskanzleramt die Bezeichnung „Lehrgang universitären Charakters“.
2002 wurde das Postgraduate-Programm I.C.E. (International Choreographic Exchange) eingeführt, und 2008 folgte eine Erweiterung der Räumlichkeiten um ein weiteres Tanzstudio, einen Theorieraum sowie Garderoben. Im selben Jahr startete das Postgraduate-Programm Company BODHI PROJECT.
Im Studienjahr 2014/15 war die SEAD mit 100 eingeschriebenen Studierenden eine der führenden Tanzakademien. 2015 feierte die Institution ihr 20-jähriges Bestehen. Zu diesem Anlass betrug die Gesamtnutzfläche der SEAD 1600 m², wovon 1200 m² auf Studioflächen entfielen. Zwei Jahre später, 2017, erfolgte eine weitere Erweiterung um ein Veranstaltungsstudio im Kapuzinerberg. 2018 wurden Auditions in insgesamt 19 Städten weltweit durchgeführt, darunter in Metropolen wie Tokyo, Montreal, São Paulo, Shanghai, New York und Tel Aviv.